# Rachel Challice
Rachel Challice (1840-1909) fue una escritora, hispanista y traductora inglesa.

## Biografía
Poco se sabe sobre ella. Tradujo al inglés casi toda la obra del popular novelista español Armando Palacio Valdés y escribió una historia sensacionalista de la corte española durante el siglo XIX. Cultivó el periodismo y fue corresponsal en Inglaterra de algunas revistas femeninas. Tradujo una historia de la Reforma protestante en España desde el alemán al inglés. También era una especie de empresaria turística, propietaria de la Oficina de Información en Español que operaba desde Great Winchester Street en el centro de Londres. En colaboración con los hermanos Enrique y Ramón Peinador, que dirigían el balneario de Mondariz, escribió un folleto turístico para ingleses. Murió súbitamente en 1909. Se conserva un retrato fotográfico de la escritora en el Archivo Fotográfico de Barcelona.

## Obras
- The secret history of the court of Spain during the last century, Londres, John Long, 1909 / (New York: D. Appleton and Co., 1909.
- A monograph of Mondariz, Spain, 1908.
- Trad. de Enrique Lluria y Despau y Daniel Henry Lambert, Super-organic evolution; nature and the social problem, (London, Williams & Norgate, 1910).
- Trad. del alemán de Cornelius A. Wilkens, Spanish Protestants in the Sixteen Century, London: William Heinemann, 1897.